# Claudius Ceccon

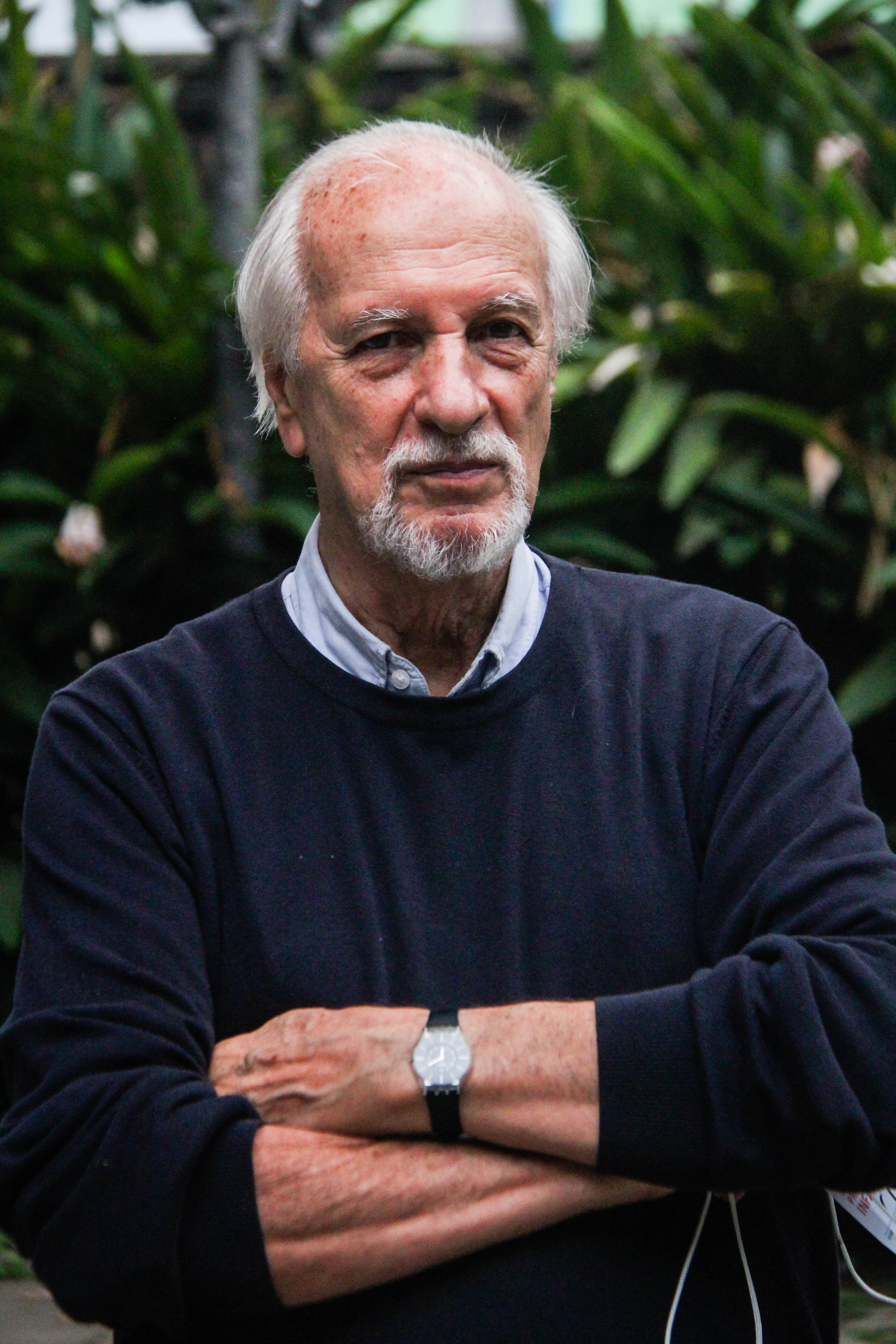

Claudius Sylvius Petrus Ceccon (Garibaldi, 2 de dezembro de 1937) é um cartunista e humorista brasileiro. 

## Biografia
Especialista em comunicação de educação cultura e artes, Claudius fez pós graduação em Urbanismo pela Università Degli Study Roma Tre (Itália), em Planejamento Urbano e Regional pela Bouwcentrum Internacional Education (Holanda) e em Organização de Comunidades e Técnicas Auxiliares pela PUCRio (Brasil). 
Formado em arquitetura e urbanismo pela Universidade do Brasil (Rio de Janeiro), ele fez parte da primeira turma da Escola Superior de Desenho Industrial (ESDI/UERJ). Atuou como jornalista, desenhista, ilustrador e cartunista. Trabalhou na revista O Cruzeiro como auxiliar de paginador, em 1954; três anos mais tarde, fez caricaturas para o Jornal do Brasil. Na década de 1960, contribuiu para a revista Pif Paf. Em 1969, foi convidado por Jaguar a se juntar a Tarso de Castro, Prósperi e Sergio Cabral na criação d´ O Pasquim, trabalhando com desenhistas e humoristas como Millôr Fernandes, Ziraldo e Fortuna.

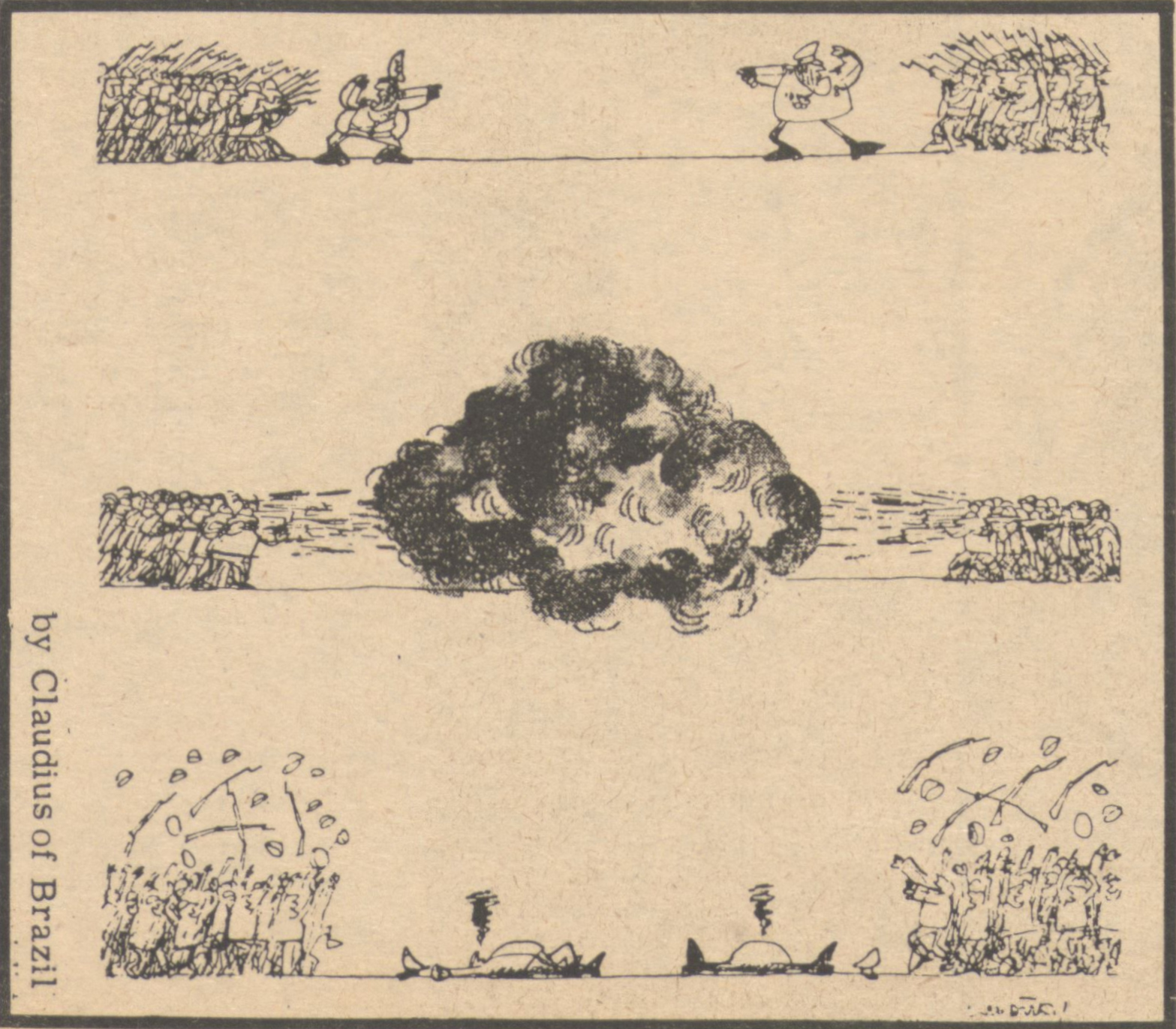
Um cartoon anti-guerra de Ceccon, publicado em 1968.

Em 1970, com a ditadura militar apertando o cerco, exilou-se em Genebra (Suíça), onde colaborou com o Departamento de Comunicação do Conselho Mundial de Igrejas (CMI), nesse contexto, juntamente com Paulo Freire e amigos, ajudou a criar o Instituto de Ação Cultural (IDAC), no qual trabalhou na elaboração de materiais que foram utilizados em projetos de alfabetização em países africanos de língua portuguesa.
Entre 1973 e 1978, foi correspondente da Revista Veja junto às Nações Unidas, em Genebra.
Ao voltar para o Brasil, em 1978, trabalhou com alfabetização em bairros da periferia de São Paulo, ainda pelo IDAC, junto ao arcebispo Dom Paulo Evaristo Arns. Também colaborou com o Instituto de Estudos da Religião (ISER). 
Em 1986, fundou, com o educador Paulo Freire, o cineasta Eduardo Coutinho, a escritora Ana Maria Machado e outros, o Centro de Criação da Imagem Popular (CECIP), com o sonho comum de fazer uma comunicação mais próxima das pessoas, para que a população tenha acesso a informações fundamentais para que exerça plenamente os seus direitos. Com leveza e muito humor. 
Ao longo de sua trajetória, fez ilustrações para diversos periódicos, como O Diário Carioca, o Correio de Manhã, o Estado de S. Paulo e a revista Piauí. Também trabalhou como jornalista na revista Caros Amigos e dedicou-se a projetos de educação. Como Diretor Executivo do CECIP, constrói charges, imagens e ilustrações ligadas à cultura popular e direitos, educação, comunicação, meio ambiente entre outros temas, participando de campanhas de interesse público e desenvolvendo projetos com escolas públicas. 
É autor e co-autor de algumas dezenas de livros e também ilustrador de livros infantis. Com Ana Maria Machado, concebeu e realizou mais de vinte volumes da Coleção Mico Maneco, destinada a estimular o gosto pela leitura em crianças em processo de alfabetização. Ilustrou também a história Menina Bonita do Laço de Fita. Seu livro Era uma vez, Fábulas Políticas, recebeu um prêmio da Associação de Críticos de Arte de São Paulo. Entre os livros de que é co-autor estão Vivendo e Aprendendo, com Paulo Freire e outros, pela Brasiliense; Cuidado, Escola! pela Vozes; Brasil Vivo I e Brasil Vivo II, pela Vozes; Mestres da Mudança, pela ArtMed; Conflitos na Escola, pela Imprensa Oficial de SP.
Em 2006 Claudius foi homenageado pelo XVII Salão Carioca de Humor, com a exposição de mais de 160 originais na Casa de Cultura Laura Alvim, Por iniciativa da FAPERJ, em dezembro do mesmo ano foi inaugurada a exposição Mapas da Baía de Guanabara, no Museu Naval, Rio de Janeiro, com originais de seus desenhos. Em 2014 foi realizada a exposição Claudius, Quixote do Humor, no SESC Santo Amaro, SP. O livro CLAUDIUS, contendo uma retrospectiva de meio século de trabalhos publicados na imprensa, foi publicado pelo Sesc-SP naquele mesmo ano. Em fins de 2015, na 57° edição do Prêmio Jabuti, o livro foi vencedor do 1° Prêmio Jabuti, em sua categoria e recebeu o 3° Prêmio de Melhor Capa.

### Prêmios e títulos
2015: 1º lugar em Ilustração, 57º Prêmio Jabuti.
2013: Troféu Seth Grande Mestre da Arte da Caricatura, 1ª Bienal Internacional de Caricatura.
2006: XVII Salão Carioca de Humor, Casa de Cultura de Laura Alvim, Exposição Ave.
1999: XXI Prêmio Vladimir Herzog, Revista Caros Amigos.
1980: Prêmio Revelação de Autor, Associação de Críticos de Arte de São Paulo.

### Biografia familiar
De pai italiano (Sylvio Ceccon, de Vicenza) e mãe brasileira (Anita Canini Ceccon), Claudius se chama na verdade, Claudius Sylvius Petrus Ceccon, e até hoje não se tem ideia do motivo de lhe terem dado um nome tão grandioso – que ele mesmo só descobriu quando estava fazendo o exame de Admissão já que a família sempre o chamou de Claudio. Ele chegou ao Rio de Janeiro aos quatro anos, viu a praia do Leme e foi amor à primeira vista. Atirou-se ao mar de roupa e tudo. Passou a infância entre o Rio de Janeiro e sua terra natal, na companhia de seus irmãos mais velhos – Enzo e Rudy. Casou em 1962 com Jovelina Protasio Ceccon, professora de educação infantil e psicomotricista, com quem teve dois filhos, Flavio (1963) e Claudia (1964). Foi presenteado com uma nora, Vera Lima e um genro, Thomaz Chianca. Tem três netas: Carolina, Gabriela e Mariana e quatro bisnetos: Antônio e Felipe, filhos de Carol e João, e Davi Tairã e Maria Rosa, filhos de Gabi e Bernardo.

### Livros publicados/organizados ou edições
1.CECCON, C. S. P.. Claudius. 1. ed. São Paulo: Sesi, 2014. v. 1. 256p .
2.CECCON, C. S. P.; EDNIR, M. . Caminhos para elaborar uma proposta de Educação Integral em Jornada Ampliada. 1. ed.Brasília: MEC, 2011. 64p .
3.CECCON, C. ; CECCON, C. S. P. ; EDNIR, M. ; VELZEN, B. V. ; HAUTVAST, D. ; ALVES, R. . Conflitos na Escola: Modo de Transformar - Dicas para refletir e exemplos de como lidar. 1. ed. São Paulo: Imprensa Oficial, 2009. 208p .
4.CECCON, C. S. P.; EDNIR, M. . Economia Solidária outra
economia acontece!. 1. ed. Brasília: MTE, 2007. 56p .
5. CECCON, C. ; CECCON, C. S. P. ; EDNIR, M. ; VELZEN, B. V. ; EMST, A. V. ; ETTEKOVEN, S. . Mestres da mudança Liderar escolas com a cabeça e o coração Um guia para gestores escolares. 1. ed. Porto Alegre: Artmed, 2006. 112p .
6. BRAGA, V. ; CECCON, C. S. P. ; EDNIR, M. ; MATTOS, O. L. ; MENEZES, F. ; MELO, M. . O Direito ao Alimento que Nutre. 1. ed. Rio de Janeiro: CECIP, 2005. 16p .
7.AQUINO, R. ; BENTO, M. A. S. ; CAETANO, D. ; CARNEIRO, S. ; CECCON, C. S. P. . Pele Escura, Estrada Dura, Beleza Pura Desconstruindo
o racismo na escola e na comunidade. 1. ed. Rio de Janeiro: CECIP, 2003. 40p.
8. BENJAMIN, C. ; CECCON, C. S. P. . O Brasil é um sonho que realizaremos os desafios do Brasil. 1. ed. Rio de Janeiro: Ediouro, 2002. 96p .
9.CECCON, C. S. P.; FREIRE, P. ; HARPER, B. ; OLIVEIRA, M. D. ; OLIVEIRA, R. D. . Cuidado, escola!. 1. ed. São Paulo:
Brasiliense, 2000. v. 1. 120p .
10.CECCON, C. S. P.; PAIVA, J. . Bem pra lá do fim do mundo ? Histórias de uma experiência em Rancho Fundo. 1. ed. Rio de
Janeiro: CECIP, 2000. 148p .
11.ALENCAR, C. ; CECCON, C. S. P. ; RIBEIRO, M. V. . Brasil Vivo vol. 1. 1. ed. Petrópolis: Vozes, 1995. 168p .
12.CECCON, C. S. P.; OLIVEIRA, M. D. ; OLIVEIRA, R. D. . A vida na escola e a escola da vida. 1. ed. Petrópolis: Vozes, 1990.v. 1. 96p .
13.FREIRE, P. ; OLIVEIRA, M. D. ; OLIVEIRA, R. D. ; CECCON, C. S. P. . Vivendo e aprendendo: experiências do IDAC em educação popular. 1. ed. São Paulo: Brasiliense, 1980. 125p .
14.ALENCAR, C. ; CECCON, C. S. P. ; OLIVEIRA, M. D. ; OLIVEIRA, R. D. . Brasil Vivo vol. 2. 1. ed. Petrópolis: Vozes, 1980. v. 2. 272p .
15.CECCON, C. S. P.. Era uma vez... Fábulas Políticas de Claudius. 1. ed. São Paulo: Brasiliense, 1980. 104p .

#### Textos em jornais de notícias/revista
s
1.CECCON, C. S. P.. Página de humor. Revista Manchete.

### Outras produções bibliográficas
CECCON, C. S. P.. Escola Superior de Desenho Industrial: experiência de um ano e perspectivas 1964 (Revista de Arquitetura).
.

### Outras informações relevantes
1) Membro do Conselho Communicator´s Network, 1982; 
2) Vice‐Presidente da Midiativa 1998; 
3) Membro do Conselhos Diretores do Cineduc, Cinema e Educação, 1986; 
4) Membro de Conselhos Diretores do Instituto Brasileiro de Análises Sociais e Econômicas (IBASE), 2001; e 
5) Representante brasileiro nos encontros da Cúpula Mundial de Mídia para Crianças e Adolescentes,2001‐2004.